# 3236 Strand
3236 Strand este un asteroid din centura principală, descoperit pe 24 ianuarie 1982 de Edward Bowell.